# Antonio Di Gaudio
Antonio Di Gaudio (Palermo, Italia, 16 de agosto de 1989) es un futbolista italiano que juega de extremo.

## Clubes
| Club                   | País   | Año       |
| ---------------------- | ------ | --------- |
| Virtus Castelfranco    | Italia | 2007-2010 |
| Carpi F. C. 1909       | Italia | 2010-2017 |
| Parma Calcio           | Italia | 2017-2019 |
| Hellas Verona (cedido) | Italia | 2019      |
| Hellas Verona          | Italia | 2019-2021 |
| Spezia Calcio (cedido) | Italia | 2020      |
| A. C. ChievoVerona     | Italia | 2021      |
| Avellino               | Italia | 2021-2023 |